# 南京市栖霞中学
南京市栖霞中学是中国江苏省南京市栖霞区的一所普通中学，创办于1923年。

## 学校简史
- 1923年建校，前身南京中学栖霞乡村师范
- 1937年南京沦陷，学校停办
- 1949年再次开学，更名为镇江乡村师范学校
- 1956年更名为南京市栖霞中学
- 2002年4月被评为南京市重点中学
- 2004年4月被评为南京市二星级中学
- 2007年7月与南京市烷基苯子弟中学合并